# Aguas Buenas
Aguas Buenas es un municipio localizado en el centro este del Estado Libre Asociado de Puerto Rico. Aguas Buenas está repartida en 9 barrios y Aguas Buenas Pueblo, el centro administrativo y principal pueblo del municipio.

## Historia

### Fundación

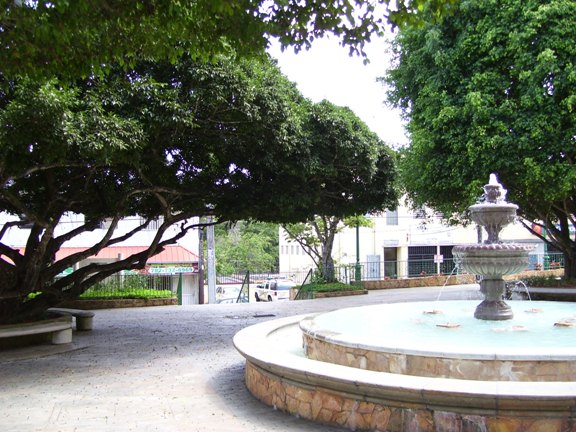
Plaza de Aguas Buenas

El pueblo de Aguas Buenas fue originalmente un sector del municipio de Caguas, Puerto Rico, conocido como Aguas Claras. Este territorio contaba con numerosos manantiales de aguas puras y cristalinas. Para 1798, un grupo de vecinos comenzaron a establecer sus casas cerca de uno de los manantiales y decidieron llamar al sector Aguas Claras.
La cantidad de vecinos (residentes de la zona) fue aumentando con el paso de   los años. El 25 de julio de 1832, los vecinos celebraron una asamblea y comisionaron en la misma a Don Francisco de Salas Torres y a Don Ramón Díaz para que hicieran las gestiones necesarias para conseguir que la región de Aguas Claras fuera nombrada municipio. Don Julián López, uno de los vecinos, dispuso de diez cuerdas de sus terrenos para que se estableciera el centro del nuevo municipio, donde se construiría la plaza de armas, la iglesia, la casa del rey (actualmente se conoce como la alcaldía municipal) y la casa del cura.
Dos años más tarde (1834), durante el gobierno de Miguel de la Torre, fue expedido el decreto que autorizaba la creación del nuevo municipio. Sin embargo, fue el 25 de mayo de 1838, bajo el gobierno de Don Miguel López de Baños, cuando la región de Aguas Claras se convirtió, finalmente, en el municipio de Aguas Buenas (y sus pobladores fueron llamados aguasbonenses). Don Francisco de Salas Torres fue su primer capitán poblador, o alcalde.
En sus comienzos, el municipio tuvo dificultades económicas y administrativas. Paulatinamente, los vecinos fueron desarrollando la agricultura. La economía del pueblo se basaba en el cultivo de café y en el comercio. Poco a poco, la población de Aguas Buenas fue creciendo, contando con 7000 habitantes para finales del siglo XIX.

## Administración y política

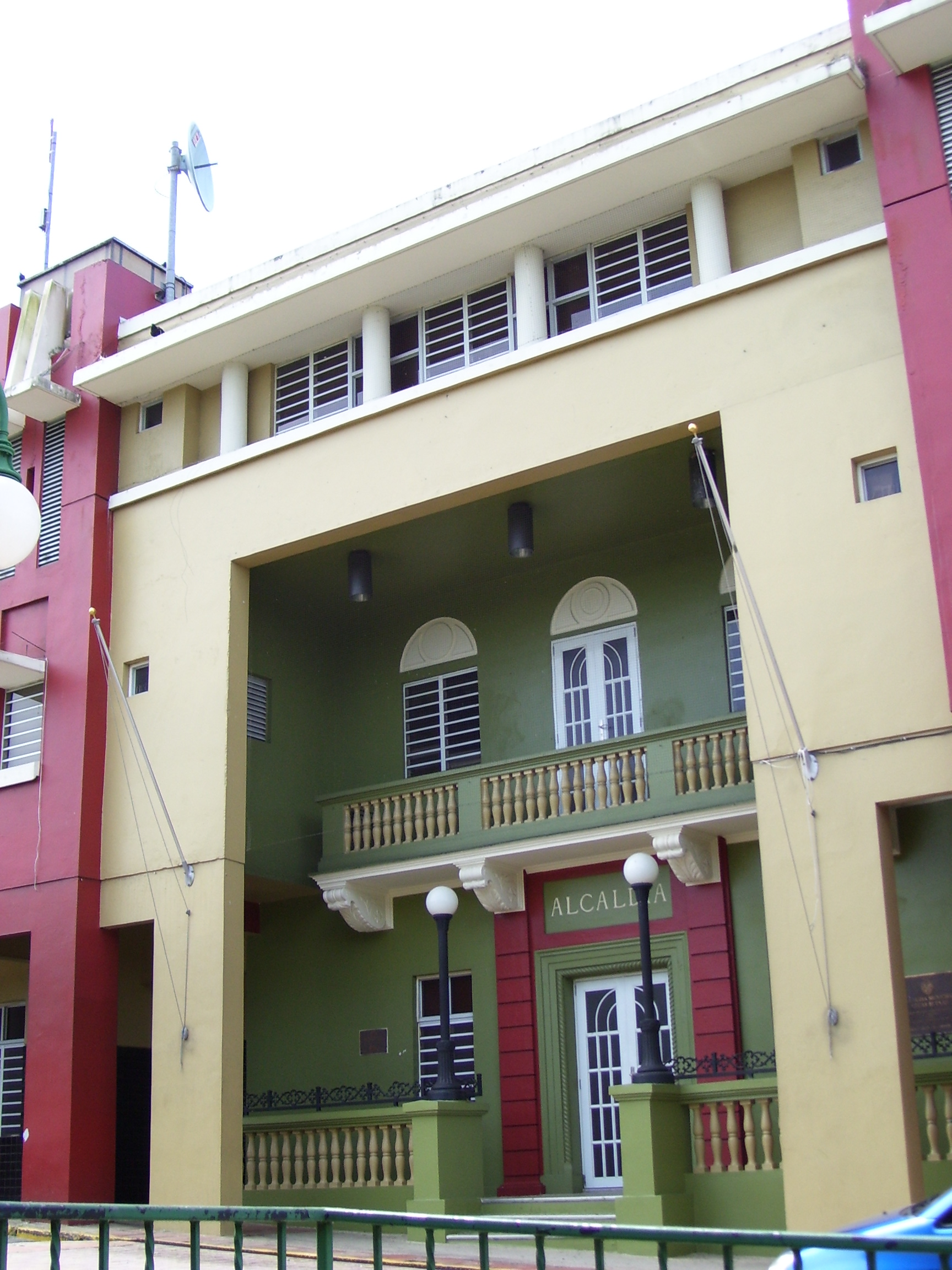
Casa Alcaldía de Aguas Buenas

Alcaldes del municipio de Aguas Buenas, desde su fundación hasta el presente:
| Años      | Alcalde                      | Años          | Alcalde                          |
| --------- | ---------------------------- | ------------- | -------------------------------- |
| 1838-1841 | Francisco de Salas Torres    | 1903-1904     | Jacobo Córdova                   |
| 1841      | Miguel Díaz                  | 1904-1909     | José E. Morales Díaz             |
| 1841-1843 | José Mariano Benítez         | 1909-1911     | Carlos Muñoz Díaz                |
| 1843      | Miguel Díaz                  | 1911-1913     | José G. López Alvarado           |
| 1842-1846 | José Manuel de la Vega       | 1913-1917     | José E. Morales Díaz             |
| 1846-1848 | Marcos Díaz                  | 1918-1927     | Enrique Lizardi                  |
| 1848-1850 | Manuel Otero                 | 1927          | José G. Sánchez                  |
| 1848-1856 | Manuel Otero                 | 1927-1929     | Alfredo Disdier Pacheco          |
| 1856      | Valentín Pérez               | 1929-1933     | José G. López Ferrer (Rafael)    |
| 1856-1857 | Isidoro García               | 1933-1937     | Rafael González López            |
| 1857      | Valentín Pérez               | 1937-1940     | Pedro G. López                   |
| 1857-1859 | José Tomás de Sarraga        | 1940-1944     | Rafael González López PPD        |
| 1859      | Valentín Pérez               | 1944-1948     | Rafael Batalla Reyes PER         |
| 1859      | Tomás Paz                    | 1948-1956     | Miran Carrasquillo Cartagena PPD |
| 1859      | Buenaventura de las Barcenas | 1956-1960     | Ramón López Batalla PPD          |
| 1859      | Valentín Pérez               | 1960-1964     | Ángel Rivera Rodríguez PPD       |
| 1859-1862 | Manuel Boscana Guillermetty  | 1965-1972     | Ángel T. Arroyo García PPD       |
| 1860      | Valentín Pérez               | 1972-1980     | Gregorio Torres Velásquez PPD    |
| 1862      | Santiago Pereira             | 1981-1988     | Gudelio Díaz Morales PPD         |
| 1862-1867 | Juan Eugenio Vizcarrondo     | 1989-1999     | Carlos Aponte Silva PNP          |
| 1867-1898 | José Martínez Balasquides    | 2000 - 2004   | Buenaventura Dávila Roldán PNP   |
| 1867-1898 | Agustín J. Díaz              | 2005-2016     | Luis Arroyo Chiqués PPD          |
| 1898-1902 | Buenaventura Díaz            | 2017-2022     | Javier García Pérez PNP          |
| 1903      | Pío Rechani                  | 2022-presente | Karina Nieves Serrano PNP        |

### Barrios
- Aguas Buenas
- Bairoa
- Bayamoncito
- Cagüitas
- Jagüeyes
- Juan Asencio
- Mula
- Mulitas
- Sonadora
- Sumidero

## Himno
Yo soy Aguas Buenas
Autor: Karen A. Joglar de Gracia

«Bajo el azul del cielo de mi patria
Bajo El negro cielo lleno de estrellas
Aguasbonenses forjando la historia
Defendiendo el honor cargando el honor de su bandera.
De sol a sol sembrando nuestros frutos
El orgullo labrado de nuestra tierra
La siega de un futuro va anunciando
El brillo de la solitaria estrella
Que se levanta en medio del combate
Por negarse a ser solo una quimera
Raíces firmes que en el pecho laten
Afirmando la patria y la conciencia.
Aguas Buenas, estirpe de valientes
Pedazo del terruño borinqueño
Un pueblo que se une en la conquista
De lo que es ser un buen puertorriqueño
Yo soy Aguas Buenas.»

### Bandera
La bandera de Aguas Buenas es un rectángulo de color verde que contiene dos triángulos y una estrella. El triángulo azul, con la estrella blanca en su centro, emula y representa el símbolo nacional, Puerto Rico; el triángulo amarillo y el rectángulo verde representan la flora y la agricultura, así como el desarrollo industrial y comercial. Unidos, todos los colores representan las cualidades de la hospitalidad, amistad, cooperación, fe, honor. Diseñada por Francisco "Paco" Díaz.

### Escudo
El escudo está coronado por un castillo o fortaleza, tema que se repite en los escudos de Puerto Rico como símbolo histórico. Una cruz, símbolo de la cristiandad, divide el escudo en cuatro secciones. En la primera está la imagen de la Virgen de la Monserrate, patrona del pueblo; en la segunda, la figura del indio taíno, los pobladores originales de la isla; en la tercera, están los instrumentos típicos en representación del folklore y la cultura puertorriqueños; y en la cuarta, el cuerno de la abundancia con los frutos locales, en representación de la tierra y la agricultura. Al centro, un círculo encierra la imagen de las montañas y un río, en representación del municipio.
Diseñado por Francisco "Paco" Díaz y realizado por el artista Edwin Francisco Rosario.

## Geografía
El municipio Aguas Buenas está localizado en el lado oriental de la Cordillera Central de Puerto Rico y la zona norte de la sierra de Cayey, por lo que su territorio es moderadamente montañoso. La altura media de este municipio es de unos 250 m sobre el nivel del mar. Sus montañas más altas incluyen La Peña (552 m), La Marquesa (510 m) y cerro Mula (490 m). El cerro La Tiza (660 m) queda en la colindancia con Comerío. Sus principales ríos son: Bairoa, Cagüitas (ambos tributarios del río Grande de Loíza) y Bayamón.

### Localización
Aguas Buenas colinda por el norte con las ciudades de Bayamón, Guaynabo y San Juan; por el este, con Caguas; por el sur, con Cidra, y por el oeste, con Comerío.

## Economía
Las principales industrias del municipio de Aguas Buenas son la manufactura de ropa (principalmente para damas) y los materiales de construcción.

## Demografía
Según el censo 2000 de los Estados Unidos, Aguas Buenas contaba con una población de 29.032 habitantes. De estos, 14.273 (49,2%) son masculinos y 14 759 (50,8 %) femeninos. Para el 2004, se estimó que habría crecido a 30 137 habitantes. Los datos del censo 2010 correspondientes a Puerto Rico no han sido divulgados hasta ahora, pero se espera que para antes del 1 de abril de 2011 se den a conocer los mismos.
La edad media de los habitantes del municipio es de 31,4 años. El 7,9 % (2290 hab.) son menores de 5 años; el 70,6 % (20 511 hab.) son mayores de 18 años, y el 9,9 % (2877 hab.) son mayores de 65 años.

## Cultura

### Festividades
- Fiestas patronales: en honor a la Virgen de la Monserrate, a principios de septiembre.
- Festival de salsa, bomba y plena: recientemente, este festival ha venido a sustituir la celebración de las tradicionales fiestas patronales.
- Maratón del Guayabo: de los numerosos maratones que se celebraban en el municipio, solo unos pocos se llevan a cabo en la actualidad, como El Guayabo.

### Patrimonio
- Las Cuevas de Aguas Buenas: sistema de cavernas localizado entre los barrios Sumidero y Cagüitas, al sur del municipio. Estas cavernas han sido catalogadas como muy peligrosas, ya que han muerto varias personas, por lo que su visita solo es recomendada para expertos y científicos; debe notificar a la Defensa Civil del municipio antes de visitarlas.
- Centro recreativo La Charca: barrio Mulas, a orillas del Río Bayamón.

### Equipos deportivos
- Magos de Aguas Buenas equipo de baloncesto perteneciente a la Liga Baloncesto Puertorriqueña
- Tigresas de Aguas Buenas Baloncesto Superior Femenino
- Tigres de Aguas Buenas Coliceba